# 名誉的殿堂
〈名誉的殿堂〉是愛爾蘭流行搖滾樂團手創樂團與美國流行音樂團體黑眼豆豆成員威廉的歌曲。該曲是手創樂團第三張錄音室專輯《第三樂章》的主打歌，首次在2012年7月23日於首都電臺播放。該曲由手創樂團寫詞並製作，歌詞主要講述追尋夢想與對世界產生影響。該曲自發行以來已被授權在各類媒體上使用。

## 背景
手創樂團主唱丹尼·奧多諾霍（Danny O'Donoghue）與威廉首次見面時，兩人都是《英國之聲》的評委。奧多諾霍提到：「我們去了錄音室，一個半小時後，我們得到了這整首歌。我以為他要製作它，但他只是交給我和馬克，說：『你們去製作它。』」對於這次合作，奧多諾霍說道：「我們想把它玩得超酷——我們和威廉！我們聽到他在唱一些我們的歌詞，但我們仍不知道他要做什麼。我們擔心他可能會將一些我們原創歌曲的內容拿掉，但他最後還是只有唱我們的歌詞。」〈名誉的殿堂〉由g小調寫成。

## 歌詞
該曲的歌詞由奧多諾霍撰寫，著重於堅持不懈和有所作為。《衛報》於報導中提到，「奧多諾霍真正的專長是歌詞：他是一位引人注目且情感豐富的故事講述者。」《告示牌》將該曲描述為「一個膨脹的、由鋼琴驅動的歌曲，並具有令人振奮且耳目一新的副歌：『站在名人堂裡／世界會知道你的名字／因為你燃燒著最明亮的火焰』」奧多諾霍解釋說這首歌與手創樂團有關，正如他所表示「曲名主要是關於我們。就像任何一個樂隊的極客粉絲告訴你的那樣，我們都是極其不同的人，但當我們混在一起時，魔法就會發生。好吧，魔法或是車禍，我們（將後者）用於我們取消的歌曲。」他也提到：「我們想要激勵人們不要再為成名而努力。」

## 音樂錄影帶
該曲的歌詞影片在2012年7月26日發行，音樂錄影帶由英國索尼音樂娛樂製作，8月19日於手創樂團官網發表。音樂錄影帶開頭可以看見表演者在廢棄倉庫內演奏歌曲，而其他場景則是一位有抱負的拳擊手和有聽力障礙的芭蕾舞者在訓練。

## 商業表現
〈名誉的殿堂〉在愛爾蘭單曲榜首次亮相的前4週皆排名第一，成為手創樂團第2首冠軍單曲、第5首排名前十的作品。該曲被選為11大愛爾蘭歌曲之一。
該曲首次出現於英國單曲排行榜時位列第二，僅次於尼歐的〈讓我愛你(直到你學會愛自己)〉，隔週獲得該榜第一名，成為手創樂團第一首於英國單曲榜首的歌曲。次週於該榜維持第一，當週第二名的歌曲是Example的〈Say Nothing〉。該曲在2012年售出了529,000張，成為當年的英國最暢銷單曲。該曲於美國Billboard Hot 100和加拿大Canadian Hot 100最高皆獲得第25名，並獲得了美國的白金唱片認證。截至2013年7月，該曲在美國的銷量達到200萬張。

## 媒體使用
〈名誉的殿堂〉在2013年4月被美國廣播公司用於宣傳連續劇《One Life to Live》的重新播出。該曲於電視劇《歡樂合唱團》的其中一集〈All or Nothing〉被翻唱。該曲被用於電視節目《MasterChef Australia: The Professionals》的片頭曲。該曲也曾被刊登於國家廣播公司黃金時段電視劇《芝加哥烈焰》的廣告片段。

## 曲目
| CD單曲 / 數位下載 | CD單曲 / 數位下載          | CD單曲 / 數位下載 |
| 曲序              | 曲目                       | 时长              |
| ----------------- | -------------------------- | ----------------- |
| 1.                | Hall of Fame               | 3:22              |
| 2.                | Hall of Fame (Jimbo Remix) | 3:02              |

## 排行榜
| 排行榜（2012－2013年）               | 峰值 |
| ------------------------------------ | ---- |
| 澳大利亚（澳大利亚唱片业协会單曲榜） | 4    |
| 奥地利（Ö3四十强单曲榜）             | 1    |
| 比利时佛兰德（Ultratop五十强单曲榜） | 8    |
| 比利时瓦隆（Ultratop五十强单曲榜）   | 12   |
| 加拿大（Canadian Hot 100）           | 25   |
| 加拿大（《告示牌》Canada CHR）       | 46   |
| 加拿大（《告示牌》Canada Hot AC）    | 24   |
| 捷克共和國（電台百強單曲榜）         | 5    |
| 丹麥（Hitlisten单曲榜）              | 11   |
| 歐洲（《告示牌》Euro Digital Songs） | 1    |
| 芬兰（芬蘭官方單曲榜）               | 2    |
| 法国（法國唱片出版業公會單曲榜）     | 60   |
| 德国（德國官方單曲榜）               | 2    |
| 匈牙利（四十强电台榜）               | 5    |
| 愛爾蘭（愛爾蘭唱片音樂協會单曲榜）   | 1    |
| 以色列（媒体森林）                   | 5    |
| 日本（《Billboard Japan Hot 100）    | 97   |
| 盧森堡（《告示牌》Digital Songs）    | 2    |
| 荷兰（荷蘭四十強單曲榜）             | 17   |
| 荷兰（百强单曲榜）                   | 16   |
| 新西兰（新西兰唱片音乐协会单曲榜）   | 3    |
| 挪威（世道單曲榜）                   | 3    |
| 波蘭（波蘭百大電台榜）               | 3    |
| 蘇格蘭（官方榜单公司單曲榜）         | 1    |
| 斯洛伐克（電台百強單曲榜）           | 4    |
| 斯洛維尼亞（SloTop50）               | 32   |
| 韓國（Gaon國際下載榜）               | 12   |
| 西班牙（西班牙音樂製作協會）         | 11   |
| 瑞典（瑞典最熱榜）                   | 3    |
| 瑞士（瑞士热门音乐榜）               | 3    |
| 英國（官方榜单公司單曲榜）           | 1    |
| 美国（《告示牌》百大單曲榜）         | 25   |
| 美國（《告示牌》Pop Airplay）        | 17   |
| 美國（《告示牌》Adult Pop Airplay）  | 13   |

| 排行榜（2012年）               | 排名 |
| ------------------------------ | ---- |
| 澳大利亞（澳大利亞唱片業協會） | 20   |
| 比利时佛兰德（Ultratop單曲榜） | 76   |
| 匈牙利（四十強電台榜）         | 33   |
| 義大利（FIMI）                 | 43   |
| 荷蘭（荷蘭四十強單曲榜）       | 55   |
| 荷蘭（百強單曲榜）             | 69   |
| 俄羅斯（Tophit）               | 53   |
| 瑞典（瑞典最熱榜）             | 29   |
| 英國（官方榜單公司單曲榜）     | 21   |
| 排行榜（2013年）               | 排名 |
| 奧地利（Ö3四十強單曲榜）       | 19   |
| 德國（Media Control AG）       | 14   |
| 俄羅斯（Tophit）               | 36   |
| 西班牙（PROMUSICAE）           | 48   |
| 瑞典（瑞典最熱榜）             | 36   |
| 瑞士（瑞士熱門音樂榜）         | 15   |
| 烏克蘭（Tophit）               | 36   |
| 英國（官方榜單公司單曲榜）     | 105  |
| 美國（Billboard Hot 100）      | 85   |

| 排行榜（2010－2019年）         | 排名 |
| ------------------------------ | ---- |
| 澳大利亞（澳大利亞唱片業協會） | 44   |

| 排行榜                     | 排名 |
| -------------------------- | ---- |
| 英國（官方榜單公司下載榜） | 89   |

## 認證與銷量
| 地區                                                                       | 认证     | 认证单位/销量 |
| -------------------------------------------------------------------------- | -------- | ------------- |
| 澳大利亚（澳大利亚唱片业协会）                                             | 10× 白金 | 700,000‡      |
| 奥地利（國際唱片業協會奧地利分會）                                         | 金       | 15,000*       |
| 比利时（比利時唱片音樂協會）                                               | 金       | 15,000*       |
| 丹麦（國際唱片業協會丹麥分會）                                             | 金       | 15,000^       |
| 芬兰（國際唱片業協會芬蘭分會）                                             | 金       | 5,524         |
| 德国（聯邦音樂產業協會）                                                   | 3× 金    | 450,000^      |
| 意大利（意大利音乐产业联盟）                                               | 3× 白金  | 150,000‡      |
| 荷兰（荷蘭音像製品製作與進口協會）                                         | 金       | 10,000^       |
| 新西兰（新西兰唱片音乐协会）                                               | 2× 白金  | 30,000*       |
| 挪威（國際唱片業協會挪威分会）                                             | 6× 白金  | 60,000*       |
| 瑞典（瑞典唱片業協會）                                                     | 3× 白金  | 120,000‡      |
| 瑞士（國際唱片業協會瑞士分会）                                             | 2× 白金  | 60,000^       |
| 英国（英国唱片业协会）                                                     | 3× 白金  | 1,800,000‡    |
| 美国（美國唱片業協會）                                                     | 2× 白金  | 2,000,000*    |
| 串流                                                                       |          |               |
| 丹麦（國際唱片業協會丹麥分會）                                             | 4× 白金  | 7,200,000†    |
| *僅含認證的實際銷量 ^僅含認證的出貨量 ‡僅含認證的+實際銷量 †僅含認證的銷量 |          |               |